# Taifun über Nagasaki
Taifun über Nagasaki (Originaltitel: Typhon sur Nagasaki) ist ein französisch-japanisches Filmdrama von Yves Ciampi aus dem Jahr 1957 mit Danielle Darrieux und Jean Marais in den Hauptrollen. Das Filmdrama feierte seine Premiere am 6. Februar 1957 in Frankreich.	

## Handlung
Der französische Ingenieur Pierre Marsac lebt beruflich seit einiger Zeit in Nagasaki. Dort verliebt er sich in die Japanerin Noriko Sakurai. Als ihm der deutsche Lehrer Ritter, der schon seit dem Kriege in Japan lebt und mit einer Japanerin verheiratet ist, aus mitteleuropäischer Gastfreundlichkeit ein Zimmer in seinem Haus anbietet, ist Marsac froh, das ungeliebte Hotel verlassen zu können. Da meldet sich unvermittelt seine ehemalige Geliebte, die Journalistin Françoise Fabre, bei ihm, die beruflich in der japanischen Metropole zu tun hat, da sie an einer Reportage über Japan für ein Buch arbeitet. Man verabredet sich zu einem Treffen in einer Bar, die neben dem Hotel liegt, in dem Françoise abgestiegen ist. Pierre, der ganz offenkundig immer noch große Gefühle für Françoise hat, wurde von seiner Ex-Freundin zwei Jahre zuvor recht uncharmant verlassen, daher ist er im Widerstreit der Gefühle für Françoise. Françoise hingegen testet wiederum berechnend aus, wie weit ihr Zauber bei Pierre noch verfängt. So beginnt ein emotionales Katz und Maus Spiel zwischen den beiden. Man geht zusammen Tanzen und Pierre zeigt Françoise auf ihre Bitte hin auch die Stadt, obwohl er als Ingenieur eigentlich sehr eingespannt ist. Auch der Bitte seine neue Freundin kennenzulernen, kommt Pierre nach. Beim gemeinsamen Essen lernt die Journalistin die Japanische Küche kennen. Anschließend geht man zusammen ins Theater. Noriko begegnet Françoise vorurteilsfrei, während die Französin vor Eifersucht kocht, als sie merkt, das Pierre das Mädchen wirklich gern hat. Darüber hinaus hat er gerade einen Vertrag unterschrieben der ihn zwei weitere Jahre an die Werft in Nagasaki bindet. Während Ritter Pierres Ex-Freundin mit Argusaugen betrachtet, und alles tut, damit sich der Franzose in Japan wohl fühlt. Am nächsten Tag besucht Françoise Norikos Kimonoladen, um sich das Geschenk von Noriko auszusuchen, einige kleinere Erdstöße versetzt sie im Laden in starke Unruhe, während Noriko ganz traditionell entspannt bleibt. Françoise telefoniert mit Pierre um ihm vom Erdbeben zu erzählen, als sie von Pierres Abreise für zwei Tage nach Osaka erfährt regiert sie trotzig und sagt, dass sie wohl Nagasiki Richtung Tokio verlassen wird, um dann nach Hause nach Paris zu fliegen, Pierre ist betroffen über diese Nachricht.
Als Pierre Marsac abends nach Osaka um einen Auftrag für die Werft zu beschleunigen den Zug besteigt, verabschiedet er sich von Noriko, als er sie zum Abschied küssen will, reagiert diese zurückhaltend, weil zwei Freundinnen sie sehen und es sich nicht schickt in der Öffentlichkeit seine Gefühle zu zeigen. Im Zug ist Pierre dann verblüfft aber hocherfreut auf Françoise zu treffen, die ihm gesteht ihn noch einmal sehen zu wollen. Man küsst sich und setzt die Reise nach Osaka gemeinsam fort. Als Noriko in Nagasaki durch Bekannte von dem Tete a tete der beiden erfährt ist sie niedergeschlagen. Pierre und Françoise amüsieren sich derweil in Osaka. Pierre schickt Noriko ein Telegramm, indem er berichtet, dass er zur Hochzeitsfeier von Norikos Freundin wohl nicht anwesend sein kann, da sich sein Aufenthalt aufgrund von Firmenärger verlängern wird. Als Noriko das Telegramm bekommt, ist sie todtraurig. Pierre Marsac schafft es dann noch gerade so zurück nach Nagasaki, um dem Hochzeitspaar am Quai noch ein Geschenk zu überreichen, bevor das Schiff ablegt. Noriko, die ihre Freundin verabschiedet hat, ist auch dort und läuft vor Pierre davon. Pierre der ihre Reaktion nicht begreift folgt ihr und stellt sie zur Rede. Noriko sagt, dass sie Pierre niemals wieder sehen will und geht. Der konsternierte Pierre wird von Ritter, der auch am Quai Abschied von dem Brautpaar nahm, darüber aufgeklärt, dass Noriko vom gemeinsamen Aufenthalt von Françoise und ihm in Osaka weiß und dass es zwecklos ist. Pierres Versuch zu erklären, dass Françoise Françoise ist und Noriko Noriko wirkt ein wenig hilflos und nicht sehr überzeugend. Als Noriko Françoise zum Abschied den geschenkten Kimono überreicht, sagt sie, sie habe sich von Pierre getrennt. Françoise meint im triumphalen, jovialen Ton, sie sei noch jung, da werde sich noch ein anderer Mann für sie finden. Noriko entgegnet, dass für Japanerinnen die Liebe kein Spiel ist wie für Europäer, dann geht sie und ist zornig. Françoise die von den Worten überraschend getroffen ist, genehmigt sich in der Hotelbar noch einen Scotch und wird vom Barkeeper darüber informiert, dass wohl ein Taifun von Manila nach Nagasaki herüberziehen wird. Als Pierre in der Hotelbar erscheint meint die Journalistin, dass sie unbedingt noch zwei Tage bleiben will, sie hat noch keinen Taifun erlebt. Während der Deutsche Ritter Noriko tröstet und meint, ob sie jetzt von allen Europäern ein schlechtes Bild hat, entgegnet Noriko, dass er wohl eine Ausnahme sei. Ritter sieht derweil nicht mit Wohlgefallen, wie seine Blüten im Garten durch den Starkregen leiden. Offenbar kündigt sich bereits der Taifun durch starke Regenfälle an.
Pierre Marsac wird in seinem Büro am nächsten Tag vom Eintreffen des Taifuns unterrichtet. Der Sturm hat bereits Fahrt aufgenommen, als plötzlich Françoise am Werktor auftaucht. Pierre will die Journalistin nicht allein zum Hotel zurückgehen lassen, weil der Weg dorthin lebensgefährlich ist, der Wind hat bereits Orkanstärke erreicht und wirbelt lose Gegenstände und Trümmerteile durch die Straßen. Pierre will die Französin zurück zum Hotel fahren, doch der Wagen streikt unterwegs und man ist gezwungen sich einen Unterschlupf zu suchen, doch auch dort ist man nicht sicher und man zieht mit einer Gruppe von Leuten weiter, bis man ein festes Wohnhaus als Obdach gefunden hat, was bereits einem Armenasyl gleicht, ständig treffen neue Schutzsuchende und Verletzte ein. Pierre, der sich mehr und mehr Gedanken um Noriko macht, will nach dem japanischen Mädchen sehen. Françoise fleht es nicht zu tun, weil es lebensgefährlich ist in den Sturm zu gehen, sie bettelt und droht ihn zu verlassen wenn er jetzt geht. Es hilft nichts. Der Ingenieur lässt die Französin mit den Worten zurück, des es wohl ohnehin mit den beiden nicht gut gegangen wäre und schlägt sich durch den Taifun schließlich bis zu Norikos Kimonoladen durch, der ist wider Erwarten noch einigermaßen Heil. Noriko ist überrascht, dann überglücklich Pierre zu sehen. Für einen kurzen Moment ist alles gut, doch dann wird die Vorderseite des Ladens durch den Sturm stärker in Mitleidenschaft gezogen und beim Versuch die Vorderfront abzudichten, wütet der Sturm und die Japanerin wird von umherfliegenden Trümmern schwer getroffen. Am nächsten Morgen ist der Sturm vorüber und die leidgeplagte Stadt macht sich an die Aufräumarbeiten. In der Menschenmenge sieht Françoise den Deutschen Ritter, der ihr entgegen eilt, um ihr weinend die traurige Nachricht zu überbringen, dass Pierre wohlauf aber Noriko ums Leben gekommen ist. Ernüchtert, dass Pierre nicht selbst gekommen ist, wendet sich die Französin ab. sie weiß, sie hat Pierre verloren. Derweil gehen im leidgeprüften Nagasaki die Menschen daran ihre Stadt wieder aufzurichten.

## Synchronisation
Die deutsche Synchronisation wurde von der IFU – Internationale Film-Union AG, Remagen erstellt.
| Rolle           | Darsteller        | Synchronstimme      |
| --------------- | ----------------- | ------------------- |
| Francoişe Fabré | Danielle Darrieux | Marianne Kehlau     |
| Pierre Marsac   | Jean Marais       | Wolfgang Schwarz    |
| Herr Ritter     | Gert Fröbe        | Wolfgang Eichberger |

## Kritiken
„Konventionell inszeniertes Liebesdrama, das nur wegen der exzellenten Dokumentaraufnahmen der durch die zweite Atombombe verwüsteten Stadt Nagasaki sowie des dramaturgisch hervorragend aufbereiteten Sturms Interesse verdient.“

## Produktionsnotizen
Der Ton stammte von René Sarazin. Das Make-up wurde von Huguette LaLaurette angefertigt. Die Kostüme lieferte Jacques Heim. Die Filmbauten entwarfen Robert Gys und Kisaku Itô. Drehort des Films war u. a. das Atombombenmuseum in Nagasaki in Japan.